# Pityocera nigribasis
Pityocera nigribasis är en tvåvingeart som beskrevs av David Fairchild 1964. Pityocera nigribasis ingår i släktet Pityocera och familjen bromsar. Inga underarter finns listade i Catalogue of Life.